# Cristian Ianu
Cristian Florin Ianu (* 16. Oktober 1983 in Timișoara, Kreis Timiș) ist ein rumänischer Fußballspieler. Der Stürmer ist beim FC Muri in der 2. Liga interregional unter Vertrag.

## Karriere
Ianu debütierte bereits als 16-Jähriger in der Divizia B, der zweiten rumänischen Liga, als er 2000 in einem Spiel seines Vereins UTA Arad eingesetzt wurde. 2002 stieg UTA in die Divizia A auf und Ianu kam am 18. August 2002 bei der Heimniederlage gegen FC Național Bukarest zu seinem ersten Erstligaeinsatz. Insgesamt bestritt er in der Saison 2002/03 22 Ligaspiele, in denen er 4 Tore erzielte. Der Verein stieg als Tabellenletzter ab und Ianu wechselte im Juli 2003 in die Schweiz zum Zweitligisten AC Bellinzona. Für diesen Klub erzielte er in 121 Spielen 65 Tore, davon 19 Tore in der Saison 2006/07. 
Im Sommer 2007 unterschrieb er einen Vertrag beim Erstligisten FC Aarau. Am 10. Mai 2009 wurde bekannt gegeben, dass Ianu auf die Saison 2009/10 hin mit einem Dreijahresvertrag zum FC Luzern wechseln würde. Am 14. August 2010 brach er sich im Spiel beim FC Basel bei einem Foulspiel des Basler Torhüters Franco Costanzo das Schienbein und fiel für rund vier Monate aus. Am 5. Dezember 2010 gab Ianu in den letzten Minuten der Partie gegen den AC Bellinzona sein Comeback. Mit seinem Klub beendete er die Spielzeit 2010/11 trotz Herbstmeisterschaft auf einem Platz im Mittelfeld.
Im Januar 2012 wechselte er zum FC Sion. In der Saison 2012/13 war er an den FC Wohlen in die Challenge League ausgeliehen worden. Nach seiner Rückkehr im Sommer 2013 wird er nur noch in der zweiten Mannschaft der Walliser eingesetzt, die in der 1. Liga Promotion spielt. Im Sommer 2014 wechselte er zum in die zweite Liga abgestiegenen FC Lausanne-Sport. Nach 13 Toren in der Hinrunde verpflichtete ihn der FC Luzern im Januar 2015.
Am 2. Juli 2015 wurde Ianu für ein Jahr bis Ende Juni 2016 in die Challenge League an den FC Schaffhausen ausgeliehen.  Am 17. Dezember 2015 wurde der Leihvertrag mit dem FC Schaffhausen vorzeitig aufgelöst.
Da der Trainer vom FC Luzern keine Verwendung für ihn hatte, wurde Ianu für die Rückrunde 2015/2016 an den FC Wohlen ausgeliehen. Daraufhin erzielte Ianu am 27. Januar 2016 im Testspiel gegen Luzern den einzigen Treffer zum 0:1-Sieg für den FC Wohlen.

### Nationalmannschaft
Im Oktober 2001 spielte Ianu in der rumänischen U-19-Nationalmannschaft, die jedoch in der Qualifikation für die U-19-Europameisterschaft scheiterte.

## Erfolge
- Schweizer Vizemeister mit dem FC Luzern: 2011/12